# 9321 Alexkonopliv
9321 Alexkonopliv este un asteroid din centura principală, descoperit pe 5 ianuarie 1989, de Takuo Kojima.